# Wystawa Pamiątek Regionalnych w Słońsku
Wystawa Pamiątek Regionalnych w Słońsku – sezonowa wystawa muzealna z siedzibą we wsi Słońsk (powiat sulęciński). Ekspozycja jest prowadzona przez Towarzystwo Przyjaciół Słońska „Unitis Viribus”. 
Aktualnie prezentowana ekspozycja funkcjonuje od 2001 roku. Powstała ona w oparciu o zorganizowaną w 1995 roku wystawę pt. „Słońsk jakiego nie znamy”, wzbogaconą następnie o eksponaty przekazane przez mieszkańców regionu. Siedzibą placówki jest szachulcowy budynek dawnej plebanii protestanckiej, pełniący także rolę szkoły, położony w sąsiedztwie dawnego kościoła joannitów.
W ramach wystawy prezentowane są pamiątki, związane z historią Słońska i okolic, m.in. dawne dokumenty i fotografie, przedmioty codziennego użytku, narzędzia rolnicze, a nawet wykopaliska archeologiczne. 
Wystawa jest czynna codziennie w miesiącach wakacyjnych (lipiec-sierpień), w pozostałych terminach - po telefonicznym uzgodnieniu.